# Moviment de Regidors Democràtics
El Moviment de Regidors Democràtics foren unes candidatures democràtiques formades al Prat de Llobregat i a Terrassa, amb motiu de les eleccions municipals de l'any 1966 i successives al terç familiar. No estaven lligades a cap partit polític de la clandestinitat. Al Prat van guanyar les eleccions de 1973, única candidatura no oficialista en fer-ho en tot l'estat.